# Fausto Quirarte
Fausto Quirarte (* Anfang des 20. Jahrhunderts in Guadalajara, Jalisco; † Januar 1986) war ein mexikanischer Fußballspieler auf der Position des Torwarts. Er ist der Vater des Fußballspielers Fernando Quirarte, der – wenige Monate nach dem Tode seines Vaters – für die mexikanische Nationalmannschaft bei der im eigenen Land ausgetragenen Fußball-Weltmeisterschaft 1986 spielte und zwei Treffer erzielte.

## Leben
Fausto Quirarte spielte von 1932 bis 1935 für seinen Heimatverein Deportivo Guadalajara, dessen Mannschaftskapitän er war. Ende der 1930er-Jahre spielte er für den Club Deportivo Río Grande und zu Beginn der 1940er-Jahre gehörte er zum Kader der Selección Jalisco, die in der Liga Mayor mitwirkte.